# Holoarctia cervini
Holoarctia cervini är en fjärilsart som beskrevs av Fall. 1864. Holoarctia cervini ingår i släktet Holoarctia och familjen björnspinnare. Inga underarter finns listade i Catalogue of Life.